# Fannie Flagg
Fannie Flagg, född som Patricia Neal den 21 september 1944 i Birmingham, Alabama, är en amerikansk författare och skådespelerska. Hennes egentliga namn var ursprungligen Patricia Neal, men det kunde hon inte använda professionellt eftersom det redan fanns en Oscarvinnande skådespelare med det namnet (se Patricia Neal). 
Fannie Flagg har pratat öppet om sin dyslexi och om den stora utmaningen att utöva författarskap.
Hon är öppet homosexuell, och hon har haft ett lesbiskt förhållande med Rita Mae Brown.